# 向阳湖文化名人旧址
向阳湖文化名人旧址位于中国湖北省咸宁市咸安区向阳湖镇，主要包括五七区、窑厂区、红旗区、向阳区，2013年被列为第七批全国重点文物保护单位。
1969年9月，文化部在咸宁向阳湖（原名关阳湖）建立五七干校，下设文化部机关、文联作协口、出版口、文物口、电影口共五个大队，先后有6000余名干校学员，其中著名的有冰心、冯雪峰、沈从文、严文井、张天翼、张光年、臧克家等。向阳湖文化名人旧址总面积约78,000平方米，房屋144栋，有砖瓦结构平房、土坯房，窑厂，另有自行设计施工修建的三座桥——红旗桥、五七桥、向阳桥。

## 文物保护情况
2002年11月7日，以“向阳湖文化名人旧址”的名义被湖北省人民政府列为第四批湖北省文物保护单位；2013年3月5日，以“向阳湖文化名人旧址”的名义被中华人民共和国国务院列为第七批全国重点文物保护单位。
各个子项的保护范围和建设控制地带为：
向阳区文化名人旧址：
保护范围：向阳区文化名人旧址及周围一定范围。四至：以旧址房屋外墙为界，四周向外延伸20米。
建设控制地带：以保护范围四至为界，向东延伸30米至谭先珍旱地，向西延伸30米，向南延伸30米，向北延伸30米至河堤。
五七干校总部旧址：
保护范围：五七干校总部旧址及周围一定范围。四至：以旧址外墙为界，向东延伸10米至山脚下，向西延伸至奶牛场公路，向南延伸至奶牛场部球场，向北延伸至通谷口李乡村路。
建设控制地带：以保护范围四至为界，四周向外延伸10米。东至田埂边，西至甘棠至奶牛场公路，南至奶牛场部球场，北至奶牛场职工宿舍楼。
五七干校医院旧址：
保护范围：五七干校医院旧址及周围一定范围。四至：以旧址房屋外墙为基线，四周向外延伸10米。
建设控制地带：以保护范围四至为界，四周向外延伸20米。
红旗区文化名人旧址：
保护范围：红旗区文化名人旧址及周围一定范围。四至：以旧址房屋外墙为基线，向东延伸15米至水塘西侧，向西延伸10米至祝垴村10组谭鲁胡乡村公路，向南延伸20米至菜地，向北延伸20米至旱地。
建设控制地带：以保护范围四至为界，向东延伸20米至水塘东边，向西延伸20米至丛林，向南延伸20米至旱地，向北延伸20米至旱地。
五七干校窑厂区旧址：
保护范围：五七干校窑厂区旧址及周围一定范围。四至：以旧址房屋外墙为界，向东延伸20米至砖瓦厂，向西延伸20米至咸潘公路，向北延伸15米至居民房屋，南面以旧址烟囱外墙为界，向南延伸20米至空地。
建设控制地带：以保护范围四至为界，向东延伸20米至水塘西北角，向西延伸至咸潘公路西，向南延伸20米至空地，向北延伸至砖瓦厂。
沈从文旧居：
保护范围：沈从文旧居及周围一定范围。以旧居外墙为基线，分别向四周平行延伸5米，面积762平方米。
建设控制地带：以保护范围四至为界，向东、南、西平行延伸10米，向北平行延伸15米，面积2504平方米。
笔峰塔：
保护范围：笔峰塔及周围一定范围。向东以笔峰塔东壁为基点延伸至水塘边村级公路旁水泵房、乡村公路与塔山脚下环形路交点处；向南以笔峰塔南壁为基点延伸至袁建新房屋塔和山脚下乡村公路外边线处；向西以笔峰塔西壁为基点，延伸至乡村公路与山脚下路、上笔峰塔路交汇路口的外边，沿山脚下公路延伸；向北以笔峰塔北壁为基点，垂直延伸至塔山脚下，梁金太房屋北面村级公路北边线处，沿塔山脚下公路延伸。
建设控制地带：以保护范围四至为界，向四面各平行延伸30米。